# I Spit on Your Grave 2
Pour les articles homonymes, voir I Spit on Your Grave (homonymie).
Série I Spit on Your Grave
I Spit On Your Grave
(2010) I Spit on Your Grave 3
(2015)
Pour plus de détails, voir Fiche technique et Distribution.
I Spit on Your Grave 2 est un film d'horreur américain de rape and revenge réalisé par Steven R. Monroe, sorti en 2013. Le film a bénéficié d'une sortie en salles limitée dans un cinéma et a également été accueilli négativement par la critique. C'est également le seul film de la franchise à ne pas présenter de casting américain ni la protagoniste principale de la série, Jennifer Hills.
Le film suit une jeune femme violée qui cherche à se venger par des actes sadiques.
Il fait suite à I Spit on Your Grave, sorti en 2010. Il a été suivi de I Spit on Your Grave III: Vengeance Is Mine en 2015.

## Synopsis
Katie Carter, mannequin originaire du Missouri et basée à New York, travaille à temps partiel comme réceptionniste de restaurant pour joindre les deux bouts. Désespérée de mettre à jour son portfolio de mannequins, elle répond à une annonce proposant une séance de photographie gratuite. Elle rencontre ensuite trois frères et sœurs bulgares, les photographes Ivan, Nicky et Georgy, qui se passionnent pour Katie. Elle quitte la séance photo après un désaccord avec le photographe Ivan au sujet d'une photo seins nus. À l'appartement de Katie, Georgy s'excuse pour Ivan et lui tend une clé USB contenant ses photos.
Cette nuit-là, Katie se réveille et trouve Georgy en train de la filmer, alors elle le choque en légitime défense. Georgy la lie, la bâillonne et la sodomise. Le voisin de Katie, Jayson, intervient mais Georgy le tue. Nikolay et Ivan arrivent et nettoient toutes les preuves du crime. Ivan gave ensuite Katie avec de la kétamine, la rendant inconsciente.
Katie se réveille et se retrouve nue et menottée à un bout de tuyau dans un sous-sol alors que les frères la violent et la torturent sans relâche. Elle domine Georgy et s'échappe, mais découvre qu'elle se trouve maintenant dans une ville inconnue. Lorsqu'elle s'approche de la police, elle est placée en garde à vue par le détective Kiril, qui l'informe qu'elle a été kidnappée et emmenée à Sofia, la capitale bulgare. Après un entretien, l'inspecteur Kiril la confie à Ana, qui prétend venir d'un centre d'aide aux victimes de viol, mais qui est en réalité la mère de Nikolay et Georgy. Katie est ramenée au sous-sol et Valko, le père d'un ami de la famille, lui donne des électrochocs sur les parties génitales puis la viole brutalement. Puis Ivan la bat.
Katie est ensuite placée dans une boîte avec son collier crucifix et le pistolet à électrochocs de Valko et enterrée vivante, ainsi ses violeurs croient qu'elle va mourir. À leur insu, le sol sous le cercueil de fortune se brise et elle tombe dans les égouts en contrebas. Nue, ensanglantée, meurtrie et affamée, Katie se fraye un chemin à travers les tunnels jusqu'à ce qu'elle trouve de vieux vêtements sales avec lesquels elle s'habille et arrive finalement dans le  couvent d'une église voisin où elle prend de la nourriture et est bientôt retrouvée par son recteur, le prêtre Dimov, qui la reconnaît comme une survivante d'un viol. Dans un acte de gentillesse, il lui offre de la nourriture, de l'eau, des vêtements propres et une Bible et l'aide à se remettre de ses blessures. Katie s'approche de l'ambassade américaine, mais part avant d'y entrer. De retour à l'église, le prêtre lui propose à nouveau son soutien. Alors que Katie retourne aux égouts, elle laisse sa Bible ouverte pour que Dimov puisse la lire. Après avoir lu le passage « La vengeance est à moi », Dimov se rend compte que Katie cherche à se venger de ses violeurs.
Katie vole d'abord de l'argent dans la maison d'Ana et achète des vêtements, des armes et des fournitures. Elle attire ensuite Georgy dans les égouts, le capture et le pend par les bras au mur. Elle le torture avec un grand cran d'arrêt et étale des matières fécales sur ses plaies pour provoquer une infection, puis le laisse mourir lentement. Pendant ce temps, Dimov contacte Kiril et l'informe de l'état de Katie et de son intention de se venger de ses agresseurs, et Kiril se rend compte qu'elle est toujours en difficulté. Les deux hommes cherchent à arrêter Katie et à la persuader qu'elle obtiendrait justice d'une façon légale. Dans une boîte de nuit, Katie mêle la boisson de Nikolay à de l'extasy. Il court vers la salle de bain où elle le noie dans des toilettes sans chasse d'eau. Le lendemain, Valko voit Katie lors d'un service religieux et la poursuit dans le sous-sol, où Katie le frappe avec une pierre. Lorsqu'il reprend conscience, il est attaché à un cadre de lit en métal. Katie lui électrocute les organes génitaux avec un bâton paralysant et lui enfonce un gros serpent de plombier dans la gorge. Elle attache ensuite des câbles électriques au lit et l'électrocute.
Ana découvre le cambriolage, mais Katie la pousse dans les égouts et l'attache pour regarder Georgy mourir. Ivan se rend compte que Katie s'est échappée ; elle le capture, l'attache à une table et le torture en lui écrasant les testicules jusqu'à ce qu'ils se rompent. Kiril entend les cris d'Ivan et Ana et les suit jusqu'aux égouts. Pendant la torture, Ivan révèle qu'Ana est sa belle-mère, qui a elle-même été violée par son futur mari, le père d'Ivan, tandis que Nikolay et Georgy étaient le produit des viols d'Ana. Katie comprend la nature sadique d'Ana et commence à torturer Ana et Ivan, mais à ce moment-là, Kiril arrive et tient Katie sous la menace d'une arme. Ivan attrape Katie et cherche à l'étrangler, mais Kiril tue Ivan, permettant à Katie de s'échapper. Alors qu'Ana, la seule survivante, est arrêtée par Kiril pour sa part dans les crimes de sa famille, Katie part et se réfugie à l'ambassade américaine.

## Fiche technique
- Titre original : I Spit on Your Grave 2
- Réalisation : Steven R. Monroe
- Scénario : Neil Elman et Thomas H. Fenton
- Producteur : Lisa M. Hansen et Paul Hertzberg
- Coproducteurs :  Bill Berry, Adam Driscoll, Neil Elman, Daniel Gilboy,Anthony Fankhauser
- Musique : Corey Allen Jackson
- Distribution : CineTel Films
- Langue : anglais, bulgare
- Genre : Horreur , rape and revenge
- Durée : 106 minutes
- Avis du public : Interdit aux moins de 16 ans

## Distribution
- Jemma Dallender : Katie
- Joe Absolom : Ivan
- Yavor Baharov : Georgy
- Aleksandar Aleksiev : Nicolay
- Mary Stockley : Ana
- Peter Silverleaf : Valko
- Valentine Pelka : père Dimov
- George Zlatarev : Kiril
- Michael Dixon : Jayson
- Kacey Barnfield : Sharon
- Dimo Alexiev : le patron du bar
- Ivan Ivanov : un piéton

## Autour du film
- I Spit on Your Grave, le premier volet
- I Spit on Your Grave 3, le troisième volet